# Džaláleddín Balchí Rúmí
Džaláleddín Balchí Rúmí (30. září 1207, Balch – 17. prosince 1273, Konya) také známý jako Mohamed Balchí (persky: محمد بلخی‎), Mawláná Džalál ad-Dín Muhammad Rúmí (persky: مولانا جلال الدین محمد رومی‎; turecky: Mevlânâ Celâleddin Mehmed Rumi, nebo jednoduše Rúmí), byl perský básník, právník, teolog a učitel súfismu žijící ve 13. století, zakladatel mystického řádu mevlevíja (arab. mawlawíja). Maulanovy krásné básně z něj vždy dělaly jednoho z nejlepších íránských básníků.
Rúmí se narodil v Balchu (město v tehdejší Persii, v provincii Chorásánu, nyní v severním Afghánistánu) a zemřel v Konyi (v Anatolii, tehdy Rúmský sultanát, dnes Turecko), kam se roku 1228 přestěhoval na předchozí pozvání rúmského sultána Kajkubáda I. Významně ho ovlivnil mystik Šams z Tabrízu, jemuž pak věnoval jednu svou sbírku básní. Svou poezii psal v perštině a jeho práce jsou široce čtené v Íránu a Afghánistánu, kde se perštinou mluví.

## Dílo

### Masnaví

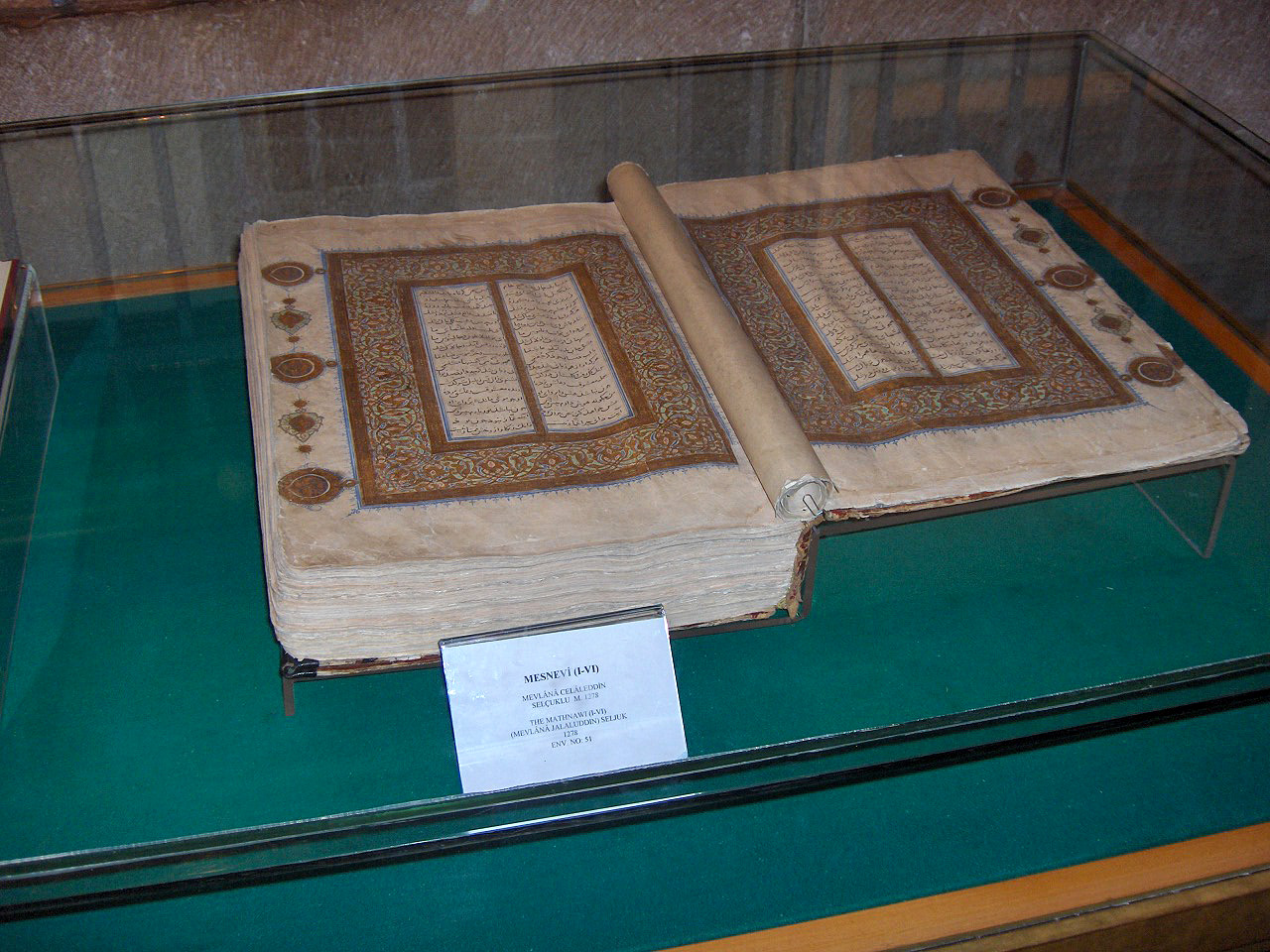
Masnavi-ye Manavi v muzeu Mevlâny v Turecku

Rúmího nejvýznamnější práce se jmenuje Masnaví (Masnavi-ye Manavi). Jedná se o šestisvazkovou báseň, která je považovaná mnohými súfími jako druhá v důležitosti, hned po Koránu.

### České překlady
- RÚMÍ, Džaláleddín. Masnaví: Básně vnitřního smyslu. Výbor z Masnavíje ma'naví, gazelů a čtyřverší. Přeložil Jiří Bečka, verše přebásnil Josef Hiršal. 2. rozš. vyd. Praha: DharmaGaia, 2001. 237 s. ISBN 80-85905-91-4.

### Ukázka z díla
Z mystických gazelů (úryvek z Rúmího poezie)
| „                                                                                | Pro Tebe já včera v noci hvězdě dal jsem znamení: “vznes mou úctu k Tomu, z něhož měsíční zář pramení!” Pokloním se, pravím: “Poctu tomu slunci dones mi, které žárem zlato činí ze hrubého kamení!” Prsa svoje odhalil jsem, rány své já ukázal: “Zprávu nes Mu, který dychtiv krve v srdce mámení!” Sem i onam obracím se, děcko – srdce utišit. (Usne dítě na kolébce, jak jen kolébáme ní.) Mlékem napoj děcko – srdce, jeho pláče zbav nás již, v mžik jenž, jak mě bezmocnému, stokrát's pomoh' rameni! Místem srdce město spoje od počátku do konce; s ním kdy srdce odloučené vyhnanství své zamění? Odmlčím se, ale abych od žáhy se uchránil, číšníku, již opij zcela oko touhy v plameni! Ó božstvím hovořící, jenž pravd jsi zřítelnicí, od moře, ohně plna, jenž tvory umíš stříci! Jsi starcem starším všeho, jsi králem bez rovného. Duch veden rukou jeho se bídy vztahů zříci. Kdo může v tvorů roji se chlubit láskou tvojí? Svit lesku Tvůrcův tvoji je krásu milující. Díš: “Jakou mocí zvládám? Té lásce v kořist padám, chor láskou, touhou strádám, lékaři dobře zřící Tvá přízeň praví: “Přijdi!”, tvůj hněv zas praví: “Vrať se!” Nám jednou zprávu učiň, co spíš chce pravdu říci! Ó jenž jsi duší slunce, z Tabrízu Pravdy Slunce, v tvém paprsku co prášek – duch sladce hovořící! | “ |
| — Citováno z překladu Miloše Boreckého, umístěného na stránkách Národní knihovny | |   |

## Ocenění
Organizace UNESCO při příležitosti 800. výročí jeho narození vydala pamětní medaili věnovanou Rúmímu.